# Liste der denkmalgeschützten Objekte in Hirtenberg
Die Liste der denkmalgeschützten Objekte in Hirtenberg enthält die denkmalgeschützten, unbeweglichen Objekte der Gemeinde Hirtenberg im niederösterreichischen Bezirk Baden.

## Denkmäler
| Foto |                 | Denkmal                                                                         | Standort                                        | Beschreibung | Metadaten |
| ---- | --------------- | ------------------------------------------------------------------------------- | ----------------------------------------------- | --- | --- |
| ja   | Datei hochladen | Kath. Pfarrkirche hl. Elisabeth HERIS-ID: 49904 Objekt-ID: 54233                | bei Alte Gasse 1 Standort KG: Hirtenberg        | Die neugotische Pfarrkirche von Hirtenberg, errichtet unter Baumeister Oscar Fraunlob aus St. Veit, wurde 1898 von der ortsansässigen Unternehmerfamilie Keller anlässlich des 50. Regierungsjubiläums des Kaisers Franz Joseph I. gestiftet. Der Hochaltar und einige Figuren sind Grödener Schnitzereien. | BDA-Hist.: Q2082692 Status: § 2a Stand der BDA-Liste: 2025-06-30 Name: Kath. Pfarrkirche hl. Elisabeth GstNr.: 83/4 Pfarrkirche Hirtenberg |
| ja   | Datei hochladen | Strafvollzugsanstalt ehem. Offizierswaisenhaus HERIS-ID: 49905 Objekt-ID: 54234 | Leobersdorfer Straße 16 Standort KG: Hirtenberg | Auf dem Areal der heutigen Justizanstalt Hirtenberg war von 1898 bis 1918 das k.u.k. Officierswaiseninstitut untergebracht. Das bis in die Gegenwart erhaltene repräsentative Hauptgebäude entstand in dieser Zeit.                                                                                         | BDA-Hist.: Q1714296 Status: § 2a Stand der BDA-Liste: 2025-06-30 Name: Strafvollzugsanstalt ehem. Offizierswaisenhaus GstNr.: 201/1        |
| ja   | Datei hochladen | Bruckerkapelle HERIS-ID: 66621 Objekt-ID: 79527                                 | Standort KG: Hirtenberg                         | Die kleine rechteckige Kapelle mit schlichtem Spitzbogenportal wurde 1871 erbaut. | BDA-Hist.: Q38113909 Status: § 2a Stand der BDA-Liste: 2025-06-30 Name: Bruckerkapelle GstNr.: 318                                         |